# Silvie Polášková
Silvie Polášková (* 13. Januar 1998 in Brünn) ist eine tschechische Handballspielerin.

## Karriere

### Im Verein
Silvie Polášková spielte bis 2022 für DHC Sokol Poruba. 2022 ging sie nach Polen zu MKS Piotrcovia.

### In Auswahlmannschaften
Ihr Debüt für die tschechische Nationalmannschaft gab sie im September 2019 gegen Portugal. Mit Tschechien nahm sie an der Europameisterschaft 2020 teil und belegte den 15. Platz. Anfang Dezember 2021 stand sie im Kader für die Weltmeisterschaft 2021, wo sie mit Tschechien den 19. Platz belegte. Im Turnier erzielte sie ein Tor in 4 Spielen.